# Pedro Muñoz (kommunhuvudort)
Pedro Muñoz är en kommunhuvudort i Spanien.   Den ligger i provinsen Provincia de Ciudad Real och regionen Kastilien-La Mancha, i den centrala delen av landet, 130 km sydost om huvudstaden Madrid. Pedro Muñoz ligger 666 meter över havet och antalet invånare är 7 789. Den ligger vid sjön Laguna del Pueblo.
Terrängen runt Pedro Muñoz är platt. Runt Pedro Muñoz är det ganska glesbefolkat, med 30 invånare per kvadratkilometer. Närmaste större samhälle är Campo de Criptana, 15,3 km väster om Pedro Muñoz. Trakten runt Pedro Muñoz består till största delen av jordbruksmark.